# Lucio Apuleio Saturnino
Lucio Apuleio Saturnino (in latino Lucius Apuleius Saturninus o Appuleius; 130 a.C. – dicembre 100 a.C.) è stato un politico romano.

## Biografia

### Origini, questura e primo tribunato
Membro della gens Apuleia, fu nipote dell'Apuleio Saturnino pretore nel 166 a.C.
Nel 104 a.C., Saturnino fu questore, con l'incarico di sovraintendere all'importazione di grano a Ostia. In quel periodo vi era scarsità di grano e il senato ritenne che Saturnino non si impegnasse abbastanza per procurarne maggiori quantità: egli venne allora destituito dalla carica, sebbene non gli venisse mossa alcuna accusa. Al suo posto fu nominato Marco Emilio Scauro, uno dei capi degli Optimates, gli aristocratici: l'ingiustizia subita fece passare Saturnino con decisione ai Populares, dove strinse forti legami con Gaio Mario e i suoi sostenitori. Fra queste relazioni anche quella con il giovane Marco Emilio Lepido, futuro console “sovversivo”  nel 78 a.c., che divenne suo genero.
Saturnino, che si era guadagnato il sostegno di molti, venne eletto tribuno della plebe per il 102 a.C. Non si sa molto della sua politica, ma di sicuro si guadagnò l'inimicizia di Quinto Cecilio Metello Numidico, che, in qualità di censore, lo avrebbe espulso dal Senato con l'accusa di immoralità, se non fosse stato per l'opposizione del proprio collega.

### Processo
Il legame di Saturnino e Mario venne rafforzato dall'avere un nemico in comune, Metello Numidico: i due decisero di prendere il potere facendo eleggere per l'anno 100 a.C. Mario al consolato, Saturnino al tribunato per la seconda volta e Gaio Servilio Glaucia, il miglior demagogo assieme a Saturnino, alla pretura. Se tutti e tre fossero stati in grado di vincere le proprie elezioni, si sarebbero trovati con il potere necessario a mandare in rovina Metello Numidico e a mettere in difficoltà il partito degli aristocratici.
Nel 101 a.C., prima della convocazione dei comizi per le elezioni, Saturnino rischiò di finire estromesso dalla competizione elettorale a causa di un procedimento giudiziario portato avanti dal senato. Accadde infatti che giunsero a Roma gli ambasciatori di Mitridate VI, re del Ponto, con ingenti somme di denaro destinate a corrompere i più eminenti senatori. Giunto a conoscenza delle transazioni, Saturnino accusò pubblicamente i senatori e insultò gli ambasciatori, che si lamentarono per la violazione della propria inviolabilità.
Il senato colse al volo l'occasione e mise sotto processo Saturnino: poiché l'accusa doveva essere verificata da una corte composta da soli senatori, erano certi che Saturnino sarebbe stato condannato. Il giorno dell'udienza, però, Saturnino riuscì a sollevare il popolo in suo favore e costrinse i giudici, impauriti dalla plebe, a dichiararlo innocente.

### Secondo tribunato
Subito dopo il processo ebbero luogo i comizi elettorali, nei quali vennero eletti Mario e Glaucia, ma non Saturnino. Tra i tribuni della plebe eletti non figurava il nome di questi, ma di personaggi come Appio Nonio, che durante la campagna elettorale aveva violentemente attaccato Saturnino e Glaucia. Accadde però che durante la notte seguente alle elezioni, Nonio venne assassinato da sostenitori di Saturnino, il quale il giorno dopo venne eletto tribuno in sostituzione di Nonio, di mattina presto, prima che il Foro Romano fosse di nuovo affollato.
Il suo primo provvedimento di rilievo fu una legge agraria che prevedeva la distribuzione delle terre della Gallia che erano state occupate dai Cimbri, recentemente sconfitti da Mario. Una clausola di questa legge obbligava ogni senatore a giurare di farla rispettare entro cinque giorni dalla sua promulgazione, pena l'espulsione dal senato e una pesante ammenda; tale clausola era stata inserita nella legge per mettere in difficoltà Metello, il quale non aveva intenzione di farla rispettare.
Mario si presentò davanti al Senato dichiarando di non aver intenzione di giurare: quando però i senatori furono riuniti nel Foro per il giuramento, non esitò a farlo immediatamente. Metello, che invece rimase saldo nella sua idea di non giurare, fu espulso dal Senato; Saturnino fece anche passare una legge che lo mandasse in esilio, cui Metello si sottomise senza resistere e impedendo ai propri sostenitori di opporsi.
Tra i provvedimenti di Saturnino vi furono una lex frumentaria, in base alla quale la Repubblica doveva vendere il grano alla gente al prezzo di cinque sesti di asse al moggio, e una lex coloniaria che promuoveva la fondazione di colonie in Sicilia, Acaia e Macedonia: entrambe le leggi furono molto popolari, garantendo il sostegno della plebe per le elezioni dell'anno successivo.

### Morte
Alle successive elezioni, Saturnino si candidò e vinse, divenendo tribuno per la terza volta, assieme a un certo Lucio Equizio, uno schiavo fuggitivo che si era spacciato per figlio naturale di Tiberio Sempronio Gracco, l'eroe della plebe romana.
Glaucia invece si candidò per il consolato; come avversari aveva Marco Antonio Oratore, la cui vittoria era fuori discussione, e Gaio Memmio, un avversario già più decisamente appetibile per Glaucia; ma quando fu chiaro che anche Memmio avrebbe vinto, Glaucia e Saturnino assoldarono alcuni balordi e lo fecero uccidere in pubblico, durante i comizi. La reazione della gente fu veemente: il Senato, sentendosi forte e appoggiato, dichiarò Saturnino e Glaucia nemici pubblici, emanando un senatus consultum ultimum col quale si ordinava ai consoli di catturarli.
Mario fece il possibile per evitare di danneggiare i propri alleati di un tempo, ma in quanto console non poté esimersi dall'intervenire. Saturnino e Glaucia fuggirono sul Campidoglio, ma i sostenitori del Senato tagliarono le condutture che fornivano acqua ai fuggitivi, i quali si arresero a Mario, appena sopraggiunto. Il console mise in salvo i due alleati nella Curia Hostilia, ma alcuni, tra la folla inferocita, saliti sul tetto della Curia, ne rimossero alcune tegole e le lanciarono profusamente addosso a Saturnino e ai suoi, fino a ucciderli. Glaucia, che si era rifugiato in una casa vicina, fu scovato, trascinato fuori e ucciso sulla strada.
Anni dopo, nel 63 a.c., il gruppo di potere democratico intentò un processo contro Gaio Rabirio, accusato dell’uccisione di Saturnino, per delitto contro lo stato (perduellio) .